# Список медалістів зимових Паралімпійських ігор 2014
Нижче представлений список всіх призерів зимових Паралімпійських ігор 2014 року, що проходили в Сочі з 7 по 16 березня 2014. У змаганнях взяли участь 45 країн, які розіграли 72 комплекти медалей у 20 дисциплінах п'яти видів спорту.
| Зміст:  | Зміст:  | Зміст:              | Зміст:              | Зміст:              | Зміст:            | Зміст:      | Зміст:      | Зміст:      | Зміст:      |
| ------- | ------- | ------------------- | ------------------- | ------------------- | ----------------- | ----------- | ----------- | ----------- | ----------- |
| Біатлон | Біатлон | Гірськолижний спорт | Гірськолижний спорт | Керлінг на колясках | Керлінг на візках | Лижні гонки | Лижні гонки | Следж-хокей | Следж-хокей |

## Біатлон
| Змагання                             | Золото                   | Срібло                    | Бронза                 |
| ------------------------------------ | ------------------------ | ------------------------- | ---------------------- |
| Чоловіки: 7,5 км, сидячи             | Роман Петушков (RUS)     | Максим Яровий (UKR)       | Кодзі Кубо (JPN)       |
| Чоловіки: 7,5 км, стоячи             | Владислав Лекомцев (RUS) | Марк Арендс (CAN)         | Азат Карачурін (RUS)   |
| Чоловіки: 7,5 км, з порушенням зору  | Віталій Лук'яненко (UKR) | Микола Полухін (RUS)      | Василь Шапціабой (BLR) |
| Чоловіки: 12,5 км, сидячи            |                          |                           |                        |
| Чоловіки: 12,5 км, стоячи            |                          |                           |                        |
| Чоловіки: 12,5 км, з порушенням зору |                          |                           |                        |
| Чоловіки: 15 км, сидячи              |                          |                           |                        |
| Чоловіки: 15 км, стоячи              |                          |                           |                        |
| Чоловіки: 15 км, з порушенням зору   |                          |                           |                        |
| Жінки: 6 км, сидячи                  | Андреа Ескау (GER)       | Світлана Коновалова (RUS) | Олена Юрковська (UKR)  |
| Жінки: 6 км, стоячи                  | Алена Кауфман (RUS)      | Анна Міленіна (RUS)       | Юлія Батенкова (UKR)   |
| Жінки: 6 км, з порушенням зору       | Михаліна Лисова (RUS)    | Юлія Будалеєва (RUS)      | Оксана Шишкова (UKR)   |
| Жінки: 10 км, сидячи                 |                          |                           |                        |
| Жінки: 10 км, стоячи                 |                          |                           |                        |
| Жінки: 10 км, з порушенням зору      |                          |                           |                        |
| Жінки: 12,5 км, сидячи               |                          |                           |                        |
| Жінки: 12,5 км, стоячи               |                          |                           |                        |
| Жінки: 12, 5 км, з порушенням зору   |                          |                           |                        |

## Гірськолижний спорт
| Змагання                                        | Золото                       | Срібло                 | Бронза                     |
| ----------------------------------------------- | ---------------------------- | ---------------------- | -------------------------- |
| Чоловіки: швидкісний спуск, сидячи              | Акіра Кано (JPN)             | Джош Дюк (CAN)         | Такеши Сузукі (JPN)        |
| Чоловіки: швидкісний спуск, стоячи              | Маркус Зальхер (AUT)         | Олексій Бугаєв (RUS)   | Вінсан Готьє-Манюель (FRA) |
| Чоловіки: швидкісний спуск, з порушенням зору   | Йон Сантакана Майцегуй (ESP) | Мирослав Хараус (SVK)  | Мак Марку (CAN)            |
| Чоловіки: слалом, сидячи                        |                              |                        |                            |
| Чоловіки: слалом, стоячи                        |                              |                        |                            |
| Чоловіки: слалом, з порушенням зору             |                              |                        |                            |
| Чоловіки: гігантський слалом, сидячи            |                              |                        |                            |
| Чоловіки: гігантський слалом, стоячи            |                              |                        |                            |
| Чоловіки: гігантський слалом, з порушенням зору |                              |                        |                            |
| Чоловіки: супергігант, сидячи                   |                              |                        |                            |
| Чоловіки: супергігант, стоячи                   |                              |                        |                            |
| Чоловіки: супергігант, з порушенням зору        |                              |                        |                            |
| Чоловіки: суперкомбінація, сидячи               |                              |                        |                            |
| Чоловіки: суперкомбінація, стоячи               |                              |                        |                            |
| Чоловіки: суперкомбінація, з порушенням зору    |                              |                        |                            |
| Чоловіки: пара-сноуборд, стоячи                 |                              |                        |                            |
| Жінки: швидкісний спуск, сидячи                 | Анна Шаффельгубер (GER)      | Алана Ніколс (USA)     | Лорі Стівенс (USA)         |
| Жінки: швидкісний спуск, стоячи                 | Марі Боше (FRA)              | Інга Медведєва (RUS)   | Елісон Джонс (USA)         |
| Жінки: швидкісний спуск, з порушенням зору      | Генріета Фаркасова (SVK)     | Джейд Етерінгтон (GBR) | Олександра Францева (RUS)  |
| Жінки: слалом, сидячи                           |                              |                        |                            |
| Жінки: слалом, стоячи                           |                              |                        |                            |
| Жінки: слалом, з порушенням зору                |                              |                        |                            |
| Жінки: гігантський слалом, сидячи               |                              |                        |                            |
| Жінки: гігантський слалом, стоячи               |                              |                        |                            |
| Жінки: гігантський слалом, з порушенням зору    |                              |                        |                            |
| Жінки: супергігант, сидячи                      |                              |                        |                            |
| Жінки: супергігант, стоячи                      |                              |                        |                            |
| Жінки: супергігант, з порушенням зору           |                              |                        |                            |
| Жінки: суперкомбінація, сидячи                  |                              |                        |                            |
| Жінки: суперкомбінація, стоячи                  |                              |                        |                            |
| Жінки: суперкомбінація, з порушенням зору       |                              |                        |                            |
| Жінки: пара-сноуборд, стоячи                    |                              |                        |                            |

## Керлінг на візках
| Змагання        | Золото | Срібло | Бронза |
| --------------- | ------ | ------ | ------ |
| Змішаний турнір |        |        |        |

## Лижні гонки
| Змагання                                                | Золото | Срібло | Бронза |
| ------------------------------------------------------- | ------ | ------ | ------ |
| Чоловіки: спринт 1 км, сидячи                           |        |        |        |
| Чоловіки: спринт вільним стилем 1 км, стоячи            |        |        |        |
| Чоловіки: спринт вільним стилем 1 км, з порушенням зору |        |        |        |
| Чоловіки: 10 км, сидячи                                 |        |        |        |
| Чоловіки: 10 км, стоячи                                 |        |        |        |
| Чоловіки: 10 км, з порушенням зору                      |        |        |        |
| Чоловіки: 15 км, сидячи                                 |        |        |        |
| Чоловіки: 20 км, стоячи                                 |        |        |        |
| Чоловіки: 20 км, з порушенням зору                      |        |        |        |
| Жінки: спринт 1 км, сидячи                              |        |        |        |
| Жінки: спринт вільним стилем 1 км, стоячи               |        |        |        |
| Жінки: спринт вільним стилем 1 км, з порушенням зору    |        |        |        |
| Жінки: 5 км, сидячи                                     |        |        |        |
| Жінки: 5 км, стоячи                                     |        |        |        |
| Жінки: 5 км, з порушенням зору                          |        |        |        |
| Жінки: 10 км, сидячи                                    |        |        |        |
| Жінки: 15 км, стоячи                                    |        |        |        |
| Жінки: 15 км, з порушенням зору                         |        |        |        |
| Змішана естафета                                        |        |        |        |
| відкрита естафета                                       |        |        |        |

## Следж-хокей
| Змагання        | Золото | Срібло | Бронза |
| --------------- | ------ | ------ | ------ |
| Змішаний турнір |        |        |        |